# Steven Deana
Steven Deana (sinh ngày 4 tháng 3 năm 1990) là một thủ môn bóng đá người Thụy Sĩ hiện tại thi đấu cho FC Aarau.

## Sự nghiệp
Deana khởi đầu sự nghiệp cùng với FC Wetzikon và gia nhập FC Effretikon mùa hè năm 2003. Sau chỉ một mùa giải với FC Effretikon, anh được do thám từ FC Winterthur vào tháng 6 năm 2005. Trong mùa hè 2005, anh rời FC Winterthur để ký hợp đồng trẻ với Grasshopper.
Vào ngày 21 tháng 6 năm 2009 anh rời khỏi Grasshopper của Giải bóng đá vô địch quốc gia Thụy Sĩ và ký bản hợp đồng chuyên nghiệp đầu tiên với đội bóng Liechtenstein FC Vaduz.

## Danh hiệu
2009: 71st Blue Stars/FIFA Youth Cup "best Goalkeeper Award"